# Palomares de Béjar

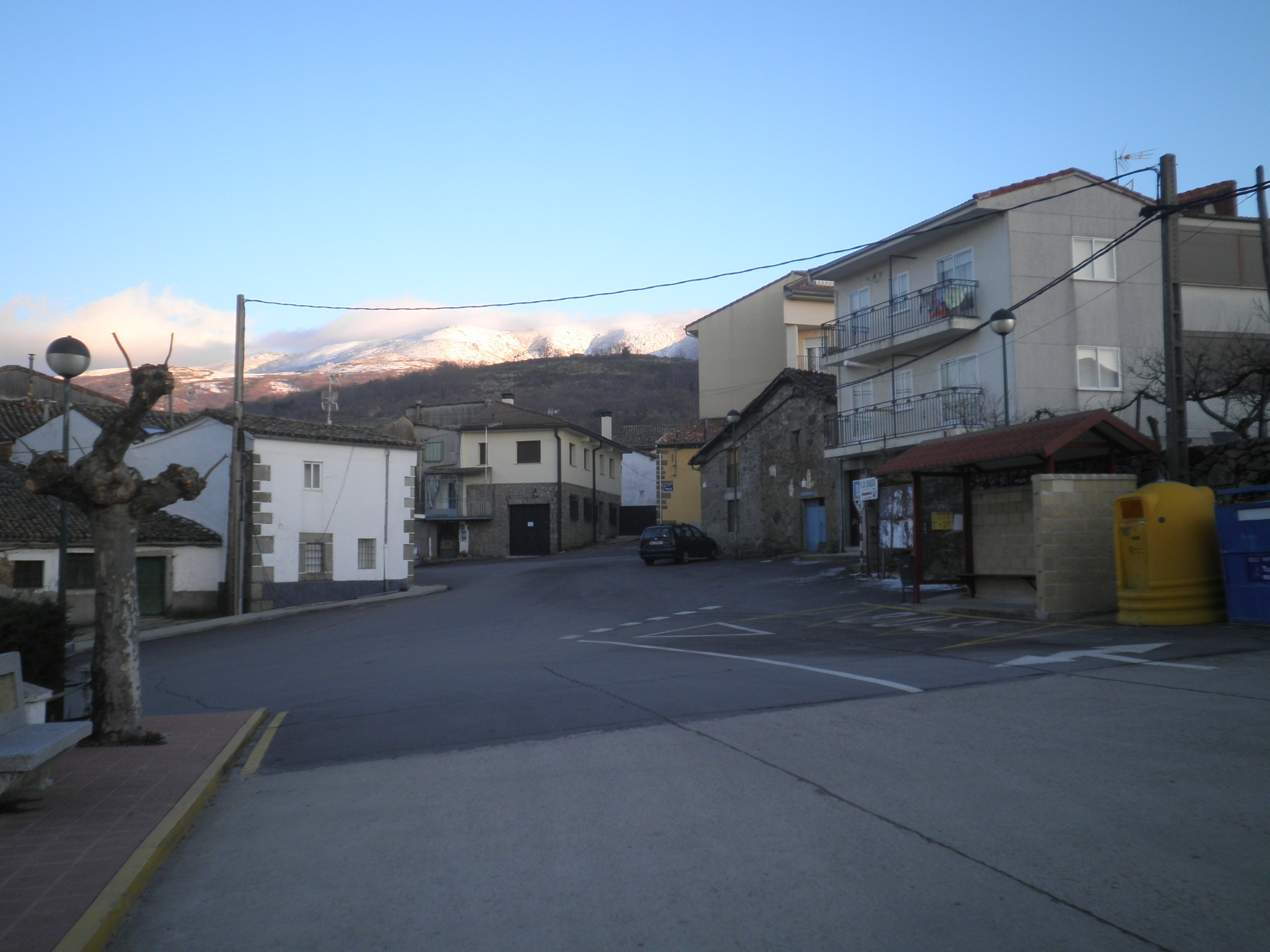
Pequena praça de Palomares de Béjar

Palomares de Béjar é um bairro do município de Béjar, província de Salamanca, na Comunidade Autónoma de Castela e Leão, Espanha anexado na década de 1970.